# Underground Sunshine
Underground Sunshine war eine US-amerikanische Rockband aus Montello. Gegründet wurde sie von den deutschen Brüdern Bert und Frank Kohl. Bereits ihre erste Single, eine Coverversion des Beatles-Liedes Birthday, erreichte Platz 26 der Billboard Hot 100. Es folgten ein Fernsehauftritt in der populären Fernsehshow American Bandstand und die Veröffentlichung des einzigen Albums der Band, das sich auf Platz 161 der US-amerikanischen Albumcharts platzieren konnte. Nachdem drei weitere Singles sich nicht in den Charts platzieren konnten, löste sich die Formation 1970 auf.

## Diskografie

### Alben
- 1969: Let There Be Light

### Singles
- 1969: Birthday
- 1969: Don't Shut Me Out
- 1970: Nine to Five (Ain't My Bag)
- 1970: Jesus Is Just Alright